# Мухаммад ібн Бадлай
Бадлай ібн Са'ад ад-Дін (*араб. محمد بن بادلاي; д/н — 1472) — 5-й султан Адалу у 1445—1472 роках.

## Життєпис
Походив з династії Валашма. Син султана Бадлая. Після загибелі батька очолив султанат. Продовжив боротьбу проти Ефіопії. 1452 року відправив посольство до мамлюцького султану Джакмак аз-Захіра для укладання угоди про спільні дії проти Ефіопії. Проте той невдовзі помер, й в Єгипті почалася боротьба за владу.
В наступних війнах з негусами Мухаммад зазнав невдачі, втративши область Бале, яку ефіопи використовували для нападу на Адал та його союзників. Зрештою уклав з негусом Баедою Мар'ямом I мирну году, що зафіксувало кордони між державами, але Адалський султанат визнавався незалежним.
Помер Мухаммад ібн Бадлай 1472 року. Йому спадкував син Шамс ад-Дін.